# Lên men công nghiệp
Lên men công nghiệp là ứng dụng lên men có chủ đích trong quá trình sản xuất. Ngoài sản xuất hàng loạt đồ ăn và đồ uống lên men, lên men công nghiệp có ứng dụng rộng rãi trong công nghiệp hóa chất. Hóa chất hàng hóa, chẳng hạn như acid acetic, acid citric và ethanol đều do lên men làm ra. Bên cạnh đó, gần như mọi enzym công nghiệp được sản xuất với mục đích thương mại (ví dụ như lipase, invertase và rennet) đều do lên men tạo nên bằng vi sinh vật biến đổi di truyền. Ở một vài trường hợp, sản xuất sinh khối là mục tiêu hướng tới của lên men, như ở trường hợp của protein đơn bào, nấm men làm bánh và giống vi sinh vật khởi động (starter culture) của vi khuẩn acid lactic dùng trong chế biến pho mát.
Nhìn chung, lên men công nghiệp có thể được chia làm bốn loại:
- Sản xuất sinh khối (vật liệu tế bào dễ kiếm)
- Sản xuất chất chuyển hóa ngoại bào (hợp chất hóa học)
- Sản xuất thành phần nội bào (enzym và các protein khác)
- Biến đổi cơ chất (cơ chất bị biến đổi chính là sản phẩm)

Những loại này không nhất thiết phải bị tách biệt nhau, song mang lại khuôn mẫu để nắm được khác biệt ở lối tiếp cận. Sinh vật thường được dùng là vi sinh vật (đặc biệt là vi khuẩn, tảo và nấm, như nấm men và mốc), song lên men công nghiệp còn có thể tham gia nuôi cấy tế bào từ động vật và thực vật, chẳng hạn như tế bào CHO và tế bào côn trùng. Các nhà nghiên cứu cần xem xét đặc biệt với các sinh vật cụ thể được dùng trong lên men, ví dụ như mức độ oxy hòa tan, mức độ dinh dưỡng và nhiệt độ. Tỉ lệ lên men phụ thuộc vào mật độ vi sinh vật, tế bào, thành phần tế bào và enzym cũng như nhiệt độ, pH và mức độ oxy ở lên men kị khí. Khâu thu hồi sản phẩm thường liên quan tới nồng độ dung dịch.

## Tổng quan chung quá trình
Ở hầu hết lên men công nghiệp, sinh vật hoặc tế bào nhân thực được ngâm trong môi trường chất lỏng; mặt khác, lên men hạt ca cao, quả cà phê và miso diễn ra trên bề mặt ẩm của môi trường.
Ngoài ra còn có những điều cần cân nhắc về quy trình lên men công nghiệp. Ví dụ, để tránh ô nhiễm sinh học, môi trường lên men, không khí và dụng cụ phải được khử trùng. Có thể kiểm soát bọt bằng cách phá hủy bọt bằng cơ học hoặc chất chống tạo bọt hóa học. Một số yếu tố khác khác phải được đo đếm và kiểm soát như áp suất, nhiệt độ, công suất khuấy trên trục và độ nhớt. Một yếu tố quan trọng trong lên men công nghiệp là mở rộng quy mô. Đây là sự chuyển đổi từ quy trình thí nghiệm sang quy trình công nghiệp. Trong ngành vi sinh công nghiệp, những nhà nghiên cứu biết rõ là những thứ gì hoạt động tốt trong quy mô thí nghiệm (nhỏ), song chưa chắc sẽ có kết quả tốt khi áp dụng ở quy mô công nghiệp. Tuy nhiên thông số đã được thử nghiệm dùng làm tiêu chí mở rộng quy mô, chưa có một công thức chung nào vì tính đa dạng trong quy trình lên men. Phương pháp phổ biến nhất là duy trì mức tiêu thụ điện năng không đổi trên mỗi đơn vị nước dùng và duy trì tỉ lệ vận chuyển thể tích không đổi.

### Pha sinh trưởng

Đường cong sinh trưởng của vi khuẩn

Lên men bắt đầu khi môi trường sinh trưởng được cấy vi sinh vật. Sự sinh trưởng ở chất cấy không diễn ra ngay lập tức. Đây là thời gian thích nghi, được gọi là pha lag. Sau pha lag, tỷ lệ sinh trưởng ở sinh vật tăng đều trong một khoảng thời gian nhất định—đây là pha log hoặc theo số mũ.

### Môi trường lên men
Vi sinh vật hoặc tế bào nhân thực được dùng để sinh trưởng trong lên men thì được thiết kế riêng môi trường sinh trưởng cung cấp chất dinh dưỡng đáp ứng nhu cầu của sinh vật hoặc tế bào. Có nhiều loại môi trường, song chúng luôn chứa nguồn carbon, nitơ, nước, muối và vi chất dinh dưỡng. Trong sản xuất rượu vang, môi trường là hèm nho. Trong sản xuất ethanol sinh học, môi trường có thể gồm hầu hết các nguồn carbon rẻ tiền có sẵn.
Nguồn carbon thường là đường hoặc carbohydrat khác, song trong trường hợp biến đổi cơ chất (ví dụ như sản xuất giấm), nguồn carbon có thể là alcohol hoặc một chất nào đó. Ở lên men quy mô lớn, như dùng để sản xuất ethanol, các nguồn carbohydrat rẻ tiền như rỉ đường, rượu ngâm ngô, nước ép mía hoặc nước ép củ cải đường được dùng để tiết kiệm chi phí. Thay vào đó, những phương thức lên men nhạy hơn có thể sử dụng glucose, sucrose, glycerol hoặc đường tinh chất khác, làm giảm biến đổi và giúp đảm bảo độ tinh khiết ở sản phẩm cuối cùng. Sinh vật được dùng để sản xuất enzym như beta galactosidase, invertase hoặc các amylase khác có thể được cho ăn tinh bột nhằm chọn lọc sinh vật biểu hiện enzym với số lượng lớn.
Nguồn cố định đạm là yếu tố cần thiết ở đa số sinh vật để tổng hợp protein, acid nucleic và các thành phần tế bào kahcs. Tuy vào khả năng tiết enzym của sinh vật, nitơ có thể được cung cấp dưới dạng protein số lượng lớn, như bột đậu nành; dưới dạng polypeptide tiền tiêu hóa, như peptone hoặc tryptone; hay dạng muối amoniac hoặc nitrat. Chi phí cũng là yếu tô quan trọng trong khâu lựa nguồn nitơ. Phosphor là chất cần thiết để sản xuất phospholipid ở màng tế bào và để sản xuất acid nucleic. Hàm lượng phosphor cần bổ sung phụ thuộc vào thành phần nước dùng và nhu cầu của sinh vật, cũng như mục tiêu của lên men. Ví dụ, một vài chủng cấy sẽ không tạo ra chất chuyển hóa thứ cấp nếu có phosphor.
Phát triển môi trường tối ưu để lên men là yếu tố then chốt để tối ưu hóa hiệu quả. Một-yếu-tố-ở-một-thời-điểm (One-factor-at-a-time, viết tắt là OFAT) là lựa chọn ưu tiên mà các nhà nghiên cứu dùng để thiết kế thành phần môi trường. Phương pháp này chỉ thay đổi một yếu ở một thời điểm, đồng thời giữ nguyên các nồng độ khác. Phương pháp này có thể chia thành các nhóm nhỏ. Đầu tiên là thí nghiệm loại trừ (Removal Experiment). Ở thí nghiệm này, tất cả các thành phần của môi trường bị lần lượt bị loại bỏ rồi các nhà nghiên cứu quan sát tác động của chúng lên môi trường. Thí nghiệm bổ sung liên quan tới đánh giá tác động của nitơ và carbon để bổ sung vào sản xuất. Thí nghiệm cuối là thí nghiệm thay thế. Thí nghiệm này liên quan tới thay thế nguồn carbon và nitơ có tác dụng nâng cao tác động sản xuất theo dự định. Nhìn chung, OFAT có ưu thế lớn so với các phương pháp tối ưu khác do tính đơn giản.

## Sản xuất sinh khối
Đôi khi tế bào vi sinh hoặc sinh khối là sản phẩm theo dự định của lên men. Các ví dụ gồm protein đơn bào, nấm men làm bánh, lactobacillus, E. coli,... Ở trường hợp protein đơn bào, tảo được trồng ở các ao mở và rộng nhằm tạo điều kiện cho quang hợp diễn ra. Nếu sinh khối được dùng để cấy cho phương thức lên men khác, cần phải tiến hành thận trọng để ngăn ngừa đột biến.

## Sản xuất chất chuyển hóa ngoại bào
Chất chuyển hóa có thể được chia làm hai nhóm: những chất được tạo ra ở pha sinh trưởng của sinh vật, gọi là chất chuyển hóa sơ cấp và những chất ra đời ở pha cân bằng, gọi là chất chuyển hóa thứ cấp. Một vài ví dụ về chất chuyển hóa sơ cấp là ethanol, acid citric, acid glutamic, lysine, vitamin và polysaccharide. Một vài ví dụ về chất chuyển hóa thứ cấp là penicillin, cyclosporin A, gibberellin, và lovastatin.

### Chất chuyển hóa sơ cấp
Chất chuyển hóa sơ cấp là các hợp chất được làm ra trong sự trao đổi chất thông thường của sinh vật ở pha sinh trưởng. Ví dụ điển hình là ethanol hoặc acid lactic được tạo ra trong đường phân. Acid citric được tạo ra nhờ một vài chủng Aspergillus niger (nằm trong chu trình acid citric) nhằm acid hóa môi trường và ngăn chặn các chất cạnh tranh chiếm hữu. Chất glutamic được tạo ra nhờ một vài chủng loài Micrococcus và Corynebacterium chuyên sản xuất lysine, threonine, tryptophan và các amino acid khác. Tất cả những hợp chất này ra đời trong khâu "kinh doanh" thông thường của tế bào và bị thải ra môi trường. Do đó không cần phải phá cấu trúc tế bào để thu hồi sản phẩm.

### Chất chuyển hóa thứ cấp
Chất chuyển hóa thứ cấp là những hợp chất ra đời ở pha cân bằng; ví dụ như penicillin ngăn ngừa vi khuẩn sinh trưởng, song có thể cạnh tranh với nấm mốc Penicillium để giành nguồn nguyên liệu. Một số vi khuẩn như loài Lactobacillus có thể sản xuất bacteriocin nhằm ngăn các vi khuẩn cạnh tranh sinh trưởng. Những hợp chất này có giá trị rõ rệt với con người nhằm ngăn vi khuẩn sinh trưởng, dưới dạng kháng sinh hoặc sát trùng (như gramicidin S). Thuốc diệt nấm như griseofulvin cũng được tạo thành làm chất chuyển hóa thứ cấp. Thông thường chất chuyển hóa thứ cấp không được tạo ra nếu có glucose hoặc các nguồn carbon khác có thể kích thích sinh trưởng, và như chất chuyển hóa sơ cấp, chúng bị thải vào môi trường xung quanh mà không làm vỡ màng tế bào.
Trong những ngày đầu của ngành công nghệ sinh học, đa phần dược phẩm sinh học được tạo ra ở E. coli; đến năm 2004, nhiều dược phẩm sinh học hơn được sản xuất ở tế bào nhân thực, như tế bào CHO, thay cho vi sinh vật, song sử dụng hệ thống lò phản ứng sinh học tương tự nhau. Hệ thống nuôi cấy tế bào côn trùng cũng được đưa vào sử dụng ở thập niên 2000.

## Lên men chính xác
Lên men chính xác là phương thức sản xuất các sản phẩm chức năng cụ thể, nhằm giảm sản xuất phụ phẩm không như ý thông qua ứng sinh học tổng hợp, đặc biệt là các "nhà máy tế bào tổng hợp gen với các bộ gen kỹ thuật và con đường trao đổi chất - chúng được tối ưu hóa để sản xuất hợp chất như ý một cách hiệu quả nhất có thể với nguồn nguyên liệu sẵn có Lên men chính xác ở vi sinh vật biến đổi gen có thể dùng để sản xuất protein nhằm nuôi cấy tế bào, mang lại cho môi trường nuôi cấy tế bào không cần huyết thanh ở quy trình sản xuất thịt nuôi cấy. Một ấn phẩm năm 2021 chỉ ra rằng sản xuất protein vi sinh vật dựa vào quang điện có thể sử dụng đất ít hơn 10 lần so với trồng đậu nành, song tạo ra một lượng protein tương đương.

### Tư liệu tham khảo
- Bailey, J.E.; Ollis, D.F. (2006). Biochemical Engineering Fundamentals (ấn bản thứ 2). New York: McGraw Hill Publication. ISBN 978-0-07-003212-5. OCLC 255762659.
- Stansbury, P.F.; Whitaker, A.; Hall, S.J. (2018). Principles of Fermentation Technology (ấn bản thứ 3). ISBN 978-0-08-099953-1. OCLC 1112427048.
- Mateles, Richard I. (1998). Penicillin: A Paradigm for Biotechnology. Chicago: Candida Corp. ISBN 1-891545-01-9. OCLC 42935607.